# El Verdeguer (Avià)
El Verdeguer és una masia del municipi d'Avià inclosa en l'Inventari del Patrimoni Arquitectònic de Catalunya.

## Descripció
Masia orientada a migdia ubicada en un desnivell de terreny. El cos principal està estructurat en planta baixa i tres pisos superiors. La façana es caracteritza pel nombre d'obertures, n'hi ha tres a cada planta, amb els marcs de maó deixat a la vista. La major part són arcs escarsers. Destaca el porxo de fusta i maó que hi ha a l'entrada i l'òcul de l'últim pis que remata la construcció. La coberta és a dues aigües amb teula àrab. El parament és a base de pedres irregulars unides amb morter i d'altres de majors dimensions i ben escairades a les cantonades. Aquest cos principal en té d'altres d'annexos, un cobert a l'esquerra d'una sola planta i a la dreta, una important estructura de dos pisos, totes dues cobertes a una sola vessant amb teula àrab i amb el parament similar al del cos principal.
Actualment l'entrada principal està ubicada a la part posterior de l'edifici, al cos afegit de majors dimensions. Els baixos estan dedicats al bestiar.

## Història
Les fonts orals diuen que l'actual construcció és de finals del s. XIX. La trobem, però, documentada ja al fogatge de 1553 com una de les masies del terme i parròquia de Sant Martí d'Avià i es diu que hi residia Bernardí Verdaguer i família.